# Atlantisch orkaanseizoen 1720-1729
Hoewel data niet voor iedere voorgekomen storm beschikbaar zijn uit het Atlantisch orkaanseizoen 1720-1729, waren sommige delen van de kustlijn bevolkt genoeg om betrouwbare gegevens te verzamelen over de waargenomen orkanen. Elk seizoen was een jaarlijkse cyclus van tropische cycloon-formaties in de Atlantisch stroomgebied. De meest tropische cycloonformaties vonden plaats tussen 1 juni en 30 november.

## Stormen
| Jaar | Locatie                            | Datum                     | Dodental | Schade/Opmerkingen                                     |
| ---- | ---------------------------------- | ------------------------- | -------- | ------------------------------------------------------ |
| 1720 | Puerto Rico                        | onbekend                  | 500      | onbekend                                               |
| 1722 | Puerto Rico, Jamaica               | 28 augustus - 3 september | 280      | onbekend                                               |
| 1722 | Jamaica, Louisiana, South Carolina | 11 - 27 september         | 400      | Veel schepen verloren; een overstroming in New Orleans |
| 1724 | Chesapeake Bay                     | 23 augustus               | onbekend | oogstschade, 1 schip verloren                          |
| 1724 | Hispaniola                         | 12 september              | 121      | onbekend                                               |
| 1726 | Jamaica                            | 2 november                | 18+      | onbekend                                               |